# HK Drott Halmstad
El HK Drott Halmstad és un equip d'handbol suec de la ciutat de Halmstad, fundat l'any 1936. Originalment fou un club de futbol, si bé l'any 1940 s'abandonà la pràcica d'aquest esport. L'handbol es practica des de 1937.
L'equip no arribà fins a la màxima categoria de l'handbol suec fins a l'any 1962, però des de 1975 que guanyà la seva primera lliga, ha esdevingut un dels equips més laurejats de l'handbol suec, aconseguint 10 lligues.
A nivell internacional ha disputat dos finals, les quals ha perdut ambdues. L'any 1990 perdé la final de la Recopa d'Europa d'handbol enfront del Club Balonmano Cantabria i l'any 1994 la de la City Cup enfront del TuSEM Essen.

## Palmarès
- 10 Lligues sueques: 1975, 1978, 1979, 1984, 1988, 1990, 1991, 1994, 1999 i 2002